# L’Automobile
L’Automobile est un constructeur automobile belge.

## Production
L’entreprise basée à Ixelles a commencé à produire des automobiles en 1899. L’usine était au 10 Rue Émile Claus, anciennement rue de Bonne Terre . Le nom de marque était La Torpille. L’entreprise était basée à Ixelles et est située au sud-est du centre-ville de Bruxelles et à la frontière de la ville de Bruxelles. Il y avait un lien étroit avec le carrossier Matthys à la même adresse. En mars 1899, l’entreprise expose pour la première fois ses voitures particulières lors d’une foire commerciale à Bruxelles. En 1901, le modèle La Torpille est lancé. Les trois petites variantes 4 CV, 6 CV et 8 CV avaient toutes une transmission par arbre, la grande variante 12 CV un moteur quatre cylindres et une transmission par chaîne. Les moteurs sont venus d’Antoine (entreprise). La production s’est terminée en 1902.